# Andrei Tîrcoveanu
Andrei Costin Tîrcoveanu (sinh ngày 22 tháng 5 năm 1997) là một cầu thủ bóng đá người România thi đấu cho Gaz Metan Mediaș theo dạng cho mượn từ Dinamo București ở vị trí tiền vệ.